# Demonax stabilis
Demonax stabilis är en skalbaggsart som beskrevs av Holzschuh 2003. Demonax stabilis ingår i släktet Demonax och familjen långhorningar. Inga underarter finns listade i Catalogue of Life.